# Plesiophrictus meghalayaensis
Plesiophrictus meghalayaensis là một loài nhện trong họ Theraphosidae.
Loài này thuộc chi Plesiophrictus. Plesiophrictus meghalayaensis được Benoy Krishna Tikader miêu tả năm 1977.